# 比亞特星
小行星1043（1043 Beate）是一颗绕太阳运转的小行星，为主小行星带小行星。该小行星于1925年4月22日由德國天文學家卡爾·威廉·萊茵姆特在海德堡-王座山州立天文台发现。

## 轨道参数
小行星1043的轨道半长轴为3.0943948 UA，离心率为0.047。